# Malý Mlýnek

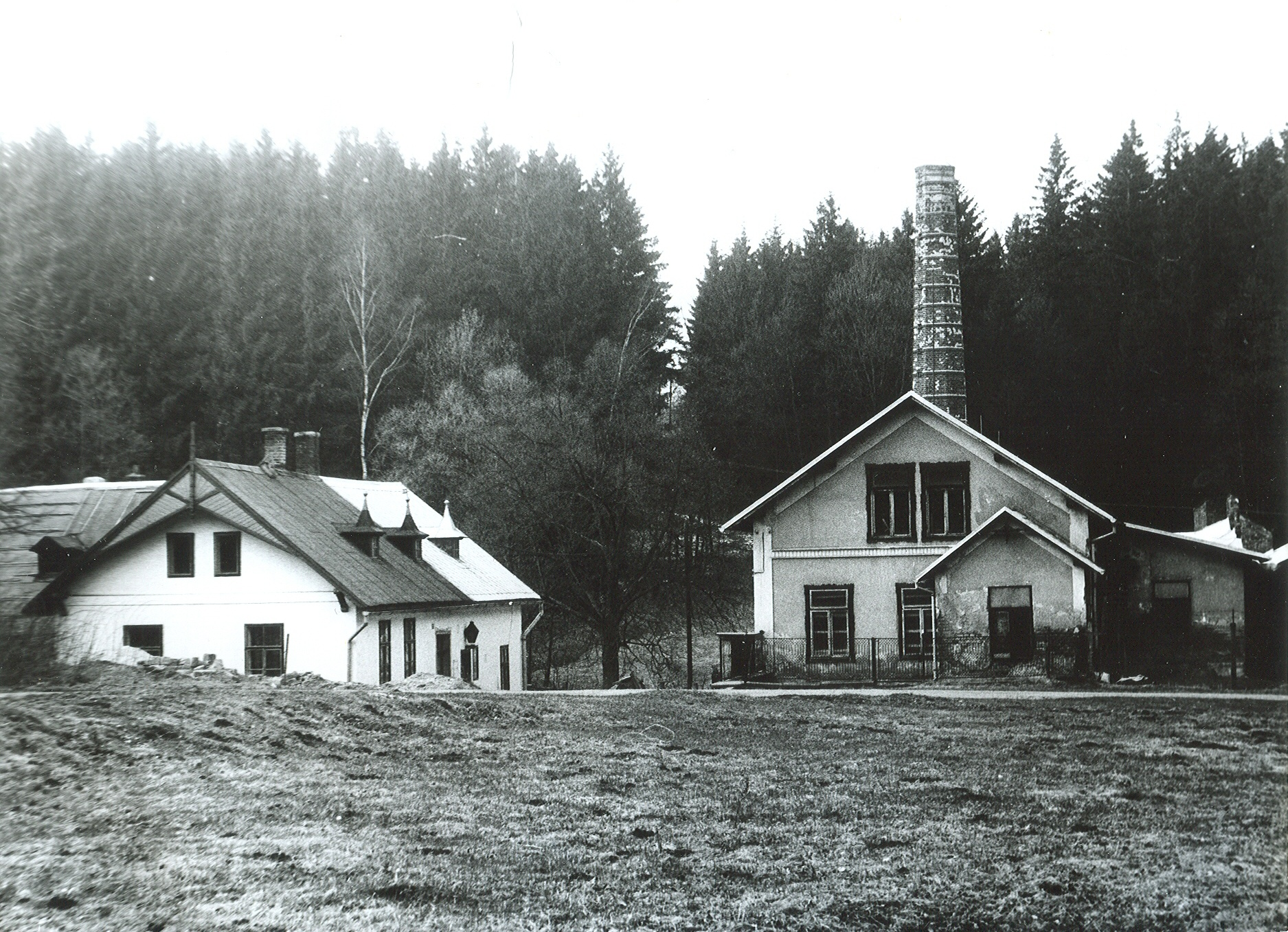
mlýn v Malém Mlýnku 1986

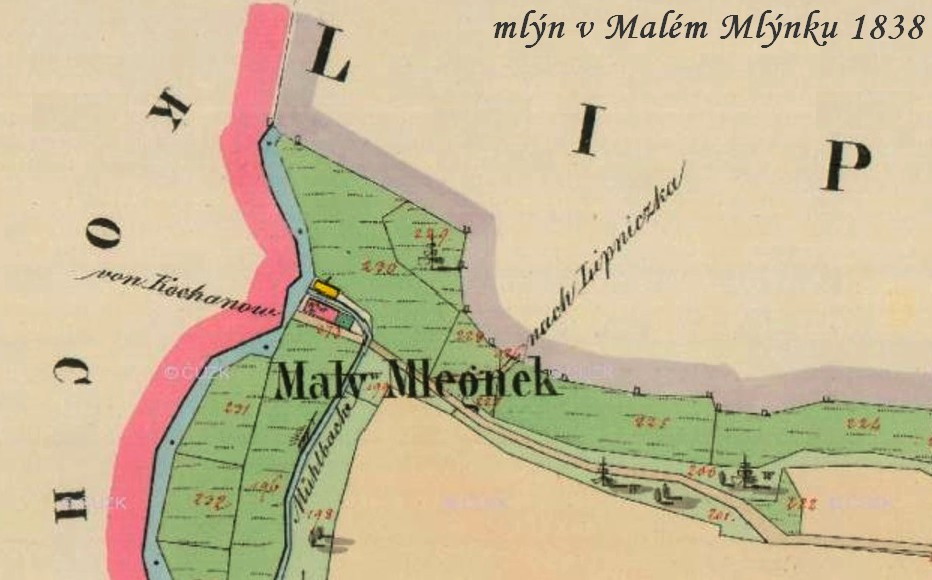
Mlýn v Malém Mlýnku pod Kochánovem, mapa stabilního katastru 1838

Malý Mlýnek je usedlost na Pstružném potoce pod vsí Kochánov, kde stával mlýn. Kdy se v těchto místech objevil první mlýn není známo, ale na mapách I. vojenského mapování z roku 1764 až 1768 byl mlýn již zaznamenán. Prvně zmíněným mlynářem byl Václav Petřík, který je uveden v gruntovní knize. Provozoval mlýnskou živnost mezi roky 1770 až 1782. Pak následovalo několik dalších mlynářů. V kochánovské matrice narozených v roku 1799 je uvedeno, že Malomlejnský mlýn měl číslo popisné 10. V té době vlastnil mlýn Franz Pross.
V roce 1849 mlýn koupil Josef Kolář, jehož rod pocházel z obce Čečkovice nedaleko Chotěboře. Od roku 1849 rod Kolářů, mlynářů a sekerníků v Kochánově působil dalších 90 let. První matriční záznam o narození potomka místního mlynáře Josefa Koláře je z roku 1851, kdy se narodil syn jménem Josef (v pořadí II.) Byl druhým pokračovatelem dlouhé tradice mlynářů v Kochánově. Postupně se mlynářská živnost v Malém Mlýnku rozrůstá, Josefu (II.) se v roce 1884 narodil syn a dostal opět jméno Josef (III.). Za jeho působení je Malý Mlýnek rozdělen dvorem na část průmyslovou a hospodářkou. Průmyslová část měla parní pilu, bednárnu, válcový mlýn, výrobu ovesných vloček a sušárnu brambor. Hospodářská část měla chlév, stáj, velkou stodolu, kočárovnu a kovárnu.
V roce 1884 byl kochánovský mlýn v Malém Mlýnku přečíslován, obdržel č.p. 21 a byl převeden katastrálně do Radostovic a přestal být Kochánovem.
Josef Kolář (III.) byl otec ze mlýna, o kterém psal Zdeněk Matěj Kuděj a Jaroslav Hašek. Bývaly to prý ve mlýnku podle vyprávění pamětníků veselé zábavy, kterých se účastňoval i malíř Jaroslav Panuška. Za jeho života ovšem také došlo k velkému rozvoji firmy.
V roce 1921 vystavěl Josef Kolář z Malého Mlýnka na zastávku železnice pod Mrzkovicemi úzkokolejnou vlečku podél potoka. K tomu musel na vlastní náklady postavit most přes řeku Sázavu. Most se v roce 1931 při přepravě kamene z lomu v Malém Mlýnku zřítil. V roce 1933 se Kolářovi dostali do problémů a bylo nařízeno vyrovnávací řízení, proběhla dražba a od 18. března 1938 vše získalo Rolnické družstvo skladištní pro okresy Ledeč a Dolní Kralovice. V roce 1938 rod Kolářů natrvalo opouští Malý Mlýnek a pokračuje v nedalekých Mrzkovicích ve výrobě ovesných vloček v provozu zvaném Vločkárna.
Rolnické družstvo pokračovalo ve výrobě do roku 1941, kdy byla výroba zastavena. V roce 1942 byla u Pstružného potoka přestavěna bývalá pila na dům čp. 35 s kovárnou a dále byl postaven dům čp. 33, který sloužil jako kantýna. Rolnické družstvo bylo zrušeno v roce 1948 a celý areál převzal v roce 1952 Krajský výkupní podnik Jihlava. V roce 1962 se majitelem objektu bývalého mlýna na ovesné vločky stal podnik Textil Pardubice, který si v objektu zřídil skladové prostory. V hospodářských budovách naproti bývalému mlýnu byly v 50. letech 20. století obnoveny chlévy pro dobytek, které provozovalo JZD Lipnička. Chlévy byly zrušeny kolem roku 1970. Sklady textilu byly zrušeny v roce 1995 a celý objekt byl prodán v dražbě.